# عرزال
العِرْزال (أو بيت الشجرة) هو كوخ صغير أو منصة تبنى بين فروع شجرة واحدة أو أكثر. يستخدم للترفيه والعمل والسكن ومساحة للاستراحة والمراقبة. ولأنه يبنى مرتفعا عن الأرض فإن الناس أحيانًا يبنون السلالم للصعود إلى المنصة.

## العرزال في اللغة
جاء في القاموس المحيط:

## تاريخ

### فرضيات ما قبل التاريخ
إن بناء منصات الأشجار مأوى للحماية من المخاطر على الأرض هو سلوك منشر لدى جميع عائلة القردة العليا ومن المحتمل أن يكون البشر قد ورثوا هذا السلوك.لم يكتشف علماء الإنسان القديمم دليلًا على وجود بيوت شجرية من صنع الإنسان في عصور ما قبل التاريخ قط، فبقايا بيوت الشجرة الخشبية بلا شك لم تكن لتنجو. ومع ذلك من الممكن العثور على الأدلة على استخدام الناروالملاجئ الصخرية الأرضية التي من صنع الإنسان وأماكن الإقامة في الكهوف إذا كانت موجودة ، لكن الأدلة التي تعود إلى ما قبل 40 ألف عام نادرة.
بدأت التغييرات الهيكلية الناتجة عن تطور المشي على القدمين عند الإنسان منذ أربعة ملايين سنة على الأقل، وربما حدثت بينما كان أشباه البشر لا يزالون يعيشون في الأشجار. وفقًا لفرضية السفناء البديلة حدث هذا التطور نتيجة لاستقرار البشر الأوائل على الأرض في السفناء.

## معرض صور

عرزال ويدي سعيد في الشتاء
عرزال في شجرة البلوط ويصنف بعرزال سياحي وهو في أحد المطاعم على الطريق الوسع لبيت ياشوط

## طالع أيضًا
- أرجوحة شبكية